# Pöstlingbergschlössl

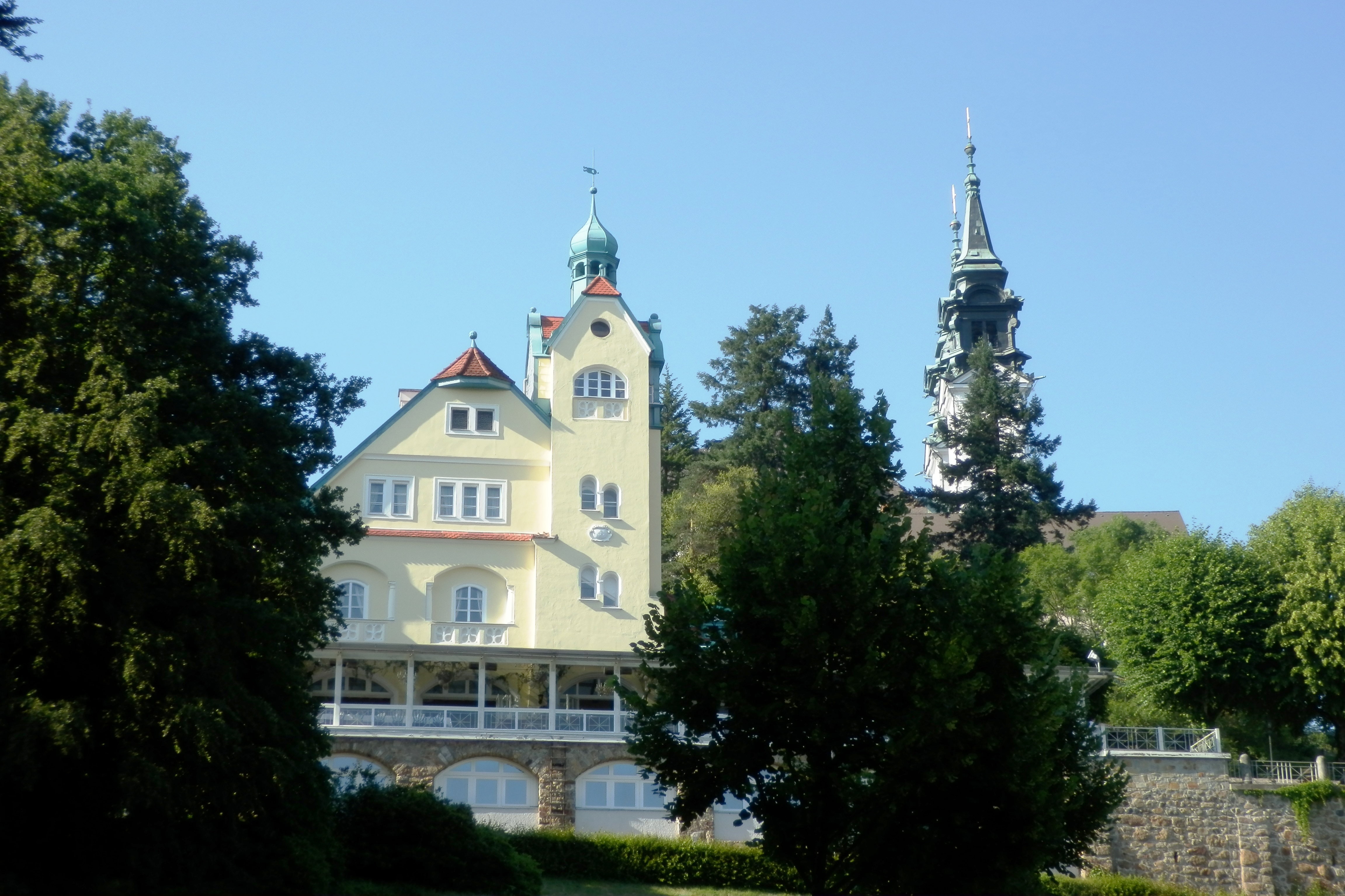
Das Pöstlingbergschlössl

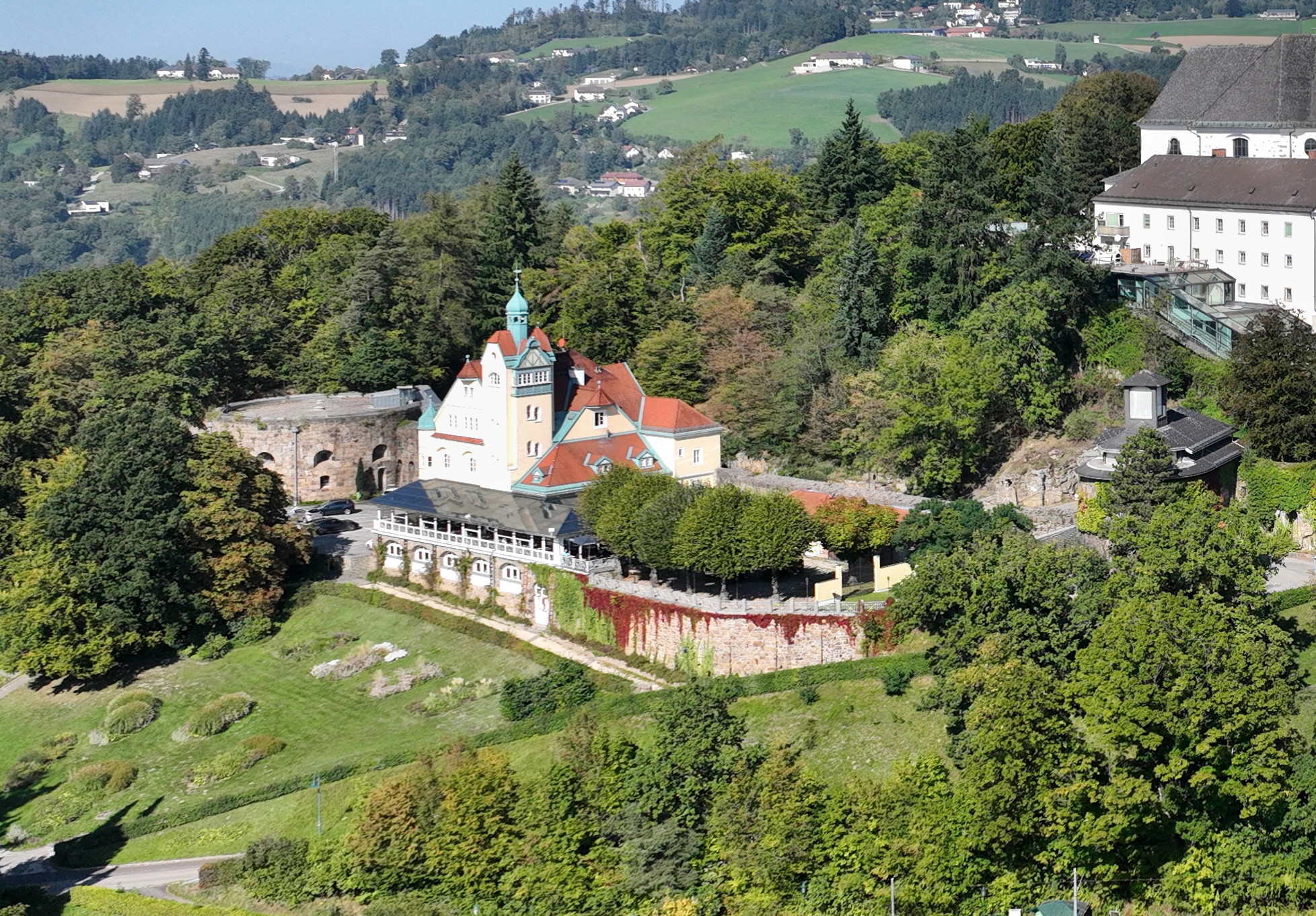
Luftbild, Oktober 2023

Das Pöstlingbergschlössl ist ein Gebäude am Linzer Pöstlingberg, welches 1898 als Hotel errichtet wurde und heute ein Restaurant beherbergt. Das Gebäude steht unter Denkmalschutz.

## Architektur
Das Gebäude wurde 1898 von den Münchner Architekten Fritz Hessemer (1868–1929) und Johannes von Schmidt und Baumeister Gustav Steinberger erbaut. Der Baukomplex wird an der Schauseite zur Stadt durch einen hohen Turmbau, der auf der gegenüberliegenden Seite ein Gegengewicht durch einen mehreckigen Erkerbau mit turmartigem, überkuppelten Dachaufsatz erhält, hervorgehoben. Die dazwischen liegende Fassade zeigt in den unteren Geschoßen breite Rundbogenöffnungen, die im ersten Obergeschoß durch seitliche Säulen und gotisierende Parapetfelder akzentuiert sind. Am Turm abgetreppte Fenstergruppen des Stiegenhauses, dazwischen ein barockisierendes Ornamentfeld mit dem Erbauungsdatum „A.D. 1898“. Im obersten Geschoß Rundbogenöffnung mit tief eingeschnittenem Fenster und zwei Parapetfelder mit gotisierendem Dekor. Dem Bau ist an zwei Seiten eine verglaste Veranda auf einem Sockel mit Steinmauerwerk vorgelagert. Die um den zentralen Turm gegliederten Baugruppen werden durch eine ausgeprägte Dachlandschaft mit Giebelsilhouetten und Dachhäuschen abgeschlossen. Im Gastgarten befindet sich ein Springbrunnen.

## Geschichte

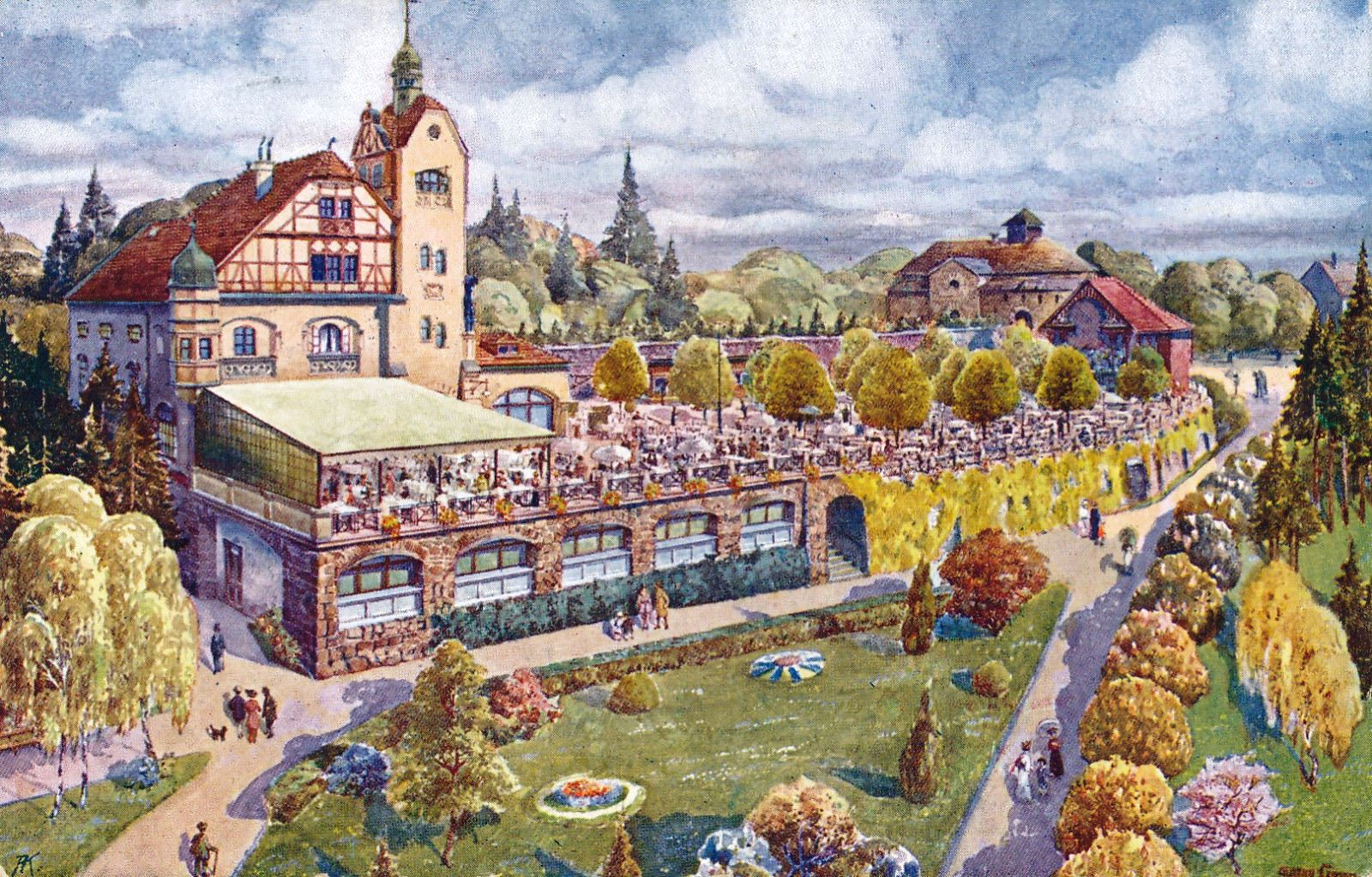
Ansichtskarte von 1910

Mit der Errichtung der Pöstlingbergbahn 1898 wurde von der damaligen Tramway- und Elektrizitäts-Gesellschaft Linz-Urfahr (TEG), Vorläufer der ESG bzw. der heutigen Linz AG, das Pöstlingbergschlössl als Bergbahnhotel mit Restaurationsbetrieb und Gastgarten errichtet und am 30. August 1898 eröffnet. Die Militärmusik gab hier regelmäßig Konzerte zur Unterhaltung der Ausflügler und Gäste.
Von 1945 bis 1950 war das Hotel geschlossen und von den russischen Besatzungsmächten beansprucht. 1951 wurde von der Betreiberin Leopoldine Wolfinger der Hotel- und Gastronomiebetrieb wieder aufgenommen. Von 1953 bis 1966 führte Agnes Rabeder den Betrieb, danach Rudolf und Adolfine Maier, die 1969 das Gebäude erwarben und fortan als reines Hotel führten. In dieser Zeit war auch Bundespräsident Franz Jonas zu Gast. 1988 wurde das Hotel geschlossen und das Gebäude an die Baufirma Strabag verkauft, die einen Umbau in ein Seminarhotel mit störenden modernen Anbauten plante, was durch das Bundesdenkmalamt verhindert wurde.

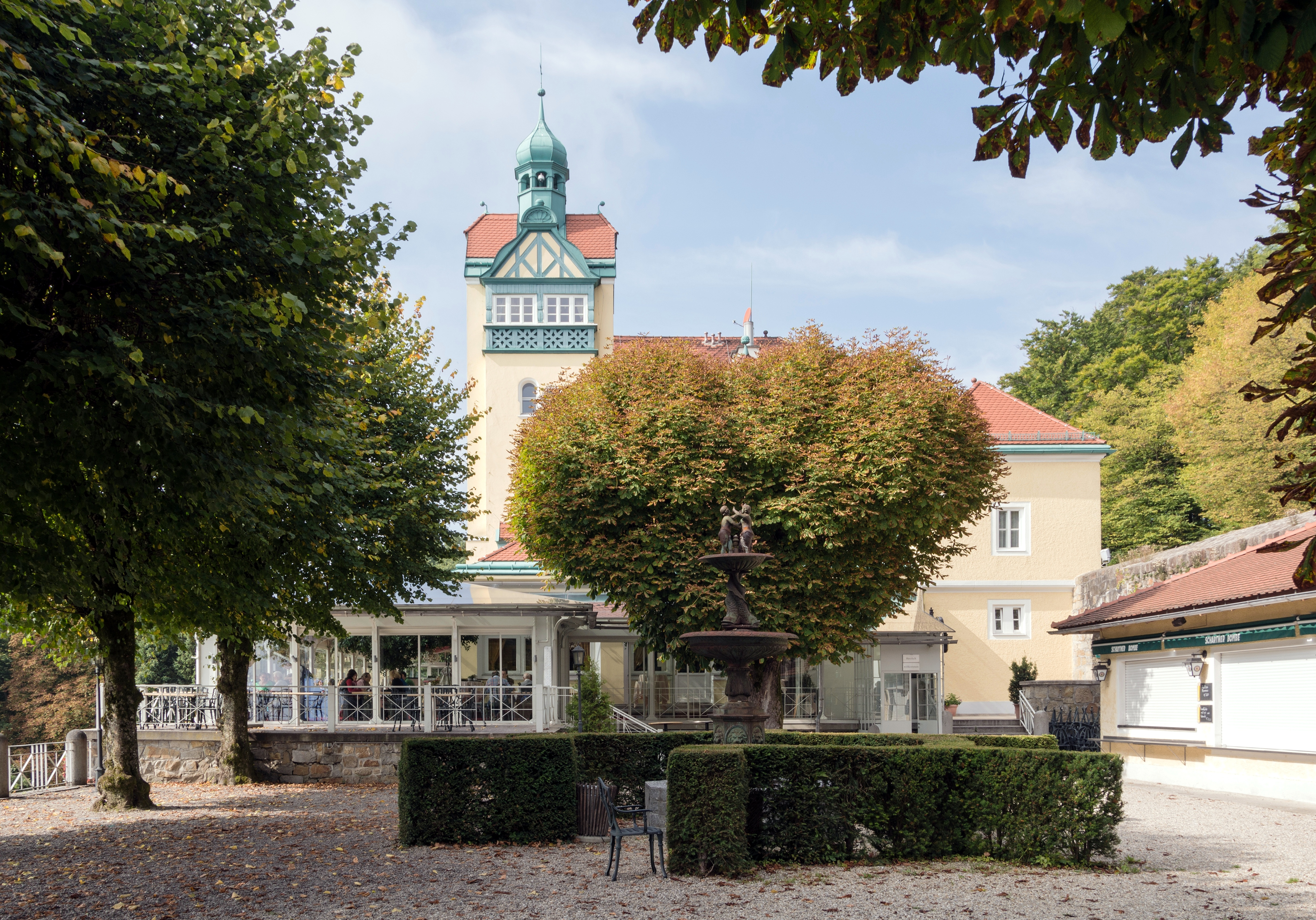
Der Biergarten mit Brunnen

Seit 1995 ist das Gebäude im Besitz der Stadt Linz, die es renovieren ließ und als Restaurant Pöstlingbergschlössl durch die Pächter Gebrüder Gallistl am 1. Mai 1997 wieder eröffnet. Seit 2016 wird der in den Sommermonaten geöffnete Biergarten mit Selbstbedienung nicht mehr betrieben.